# 大盗賊 (1962年の映画)
『大盗賊』（だいとうぞく、Cartouche）は1962年のフランスの冒険映画。映画の製作自体は1961年に行われたため、1961年の映画と記す資料も多い。
フィリップ・ド・ブロカ監督の作品で、出演はジャン＝ポール・ベルモンドなど。主人公は、実在の人物ルイ・ドミニク・ブルギニヨンをモデルにしている。フランスでは公開されると、300万人以上の観客を動員した。
日本では、2020年に『ジャン＝ポール・ベルモンド傑作選』として、「大頭脳」「恐怖に襲われた街」「危険を買う男」「オー!」「ムッシュとマドモアゼル」「警部」「プロフェッショナル」とともに上映された。

## ストーリー
1720年のパリ、盗賊団の若手であるドミニクはボスに反抗したため町を出ることとなり、兵隊に志願する。ドミニクは激しい戦闘の中、将軍たちの態度に嫌気がさしたため、仲間二人と兵隊たちの給料である金貨を盗んで逃亡する。その途中で美女盗賊のベニスと知り合い、お互いに魅かれあう。
パリへ戻ると、ドミニクは小さい弟がボスに捕らわれているのを知る。そして彼はボスとの戦いに勝ち弟を救い、自分が盗賊団のボスになる。ドミニクはベニスと結婚、カルトーシュと名を変え「金持ちだけから盗み、貧乏な人々に分け合う」義賊になることを宣言し、庶民の支持をもうけるようになる。
しかし、富と権力を手に入れたカルトーシュは次第に傲慢になってゆき、あろうことか、貴族である警察署長の妻イザベルをも自分のものにしようとする。

## キャスト
| 役名         | 俳優                         | 日本語吹替   | 日本語吹替 |
| 役名         | 俳優                         | TBS版        | ソフト版   |
| ------------ | ---------------------------- | ------------ | ---------- |
| カルトーシュ | ジャン＝ポール・ベルモンド   | 鈴木やすし   | 山田康雄   |
| ベニス       | クラウディア・カルディナーレ | 高須賀夫至子 | 松金よね子 |
| イザベル     | オディール・ヴェルソワ       | 小沢紗季子   | 平井道子   |
| マリショ     | マルセル・ダリオ             | 北村弘一     | 北村弘一   |
| 元帥閣下     | リュシアン・ランブール       | 大木民夫     | 熊倉一雄   |
| ラ・トープ   | ジャン・ロシュフォール       |              | 作間功     |
| 軍曹         | ノエル・ロックヴェール       |              | 納谷悟朗   |
| 警察署長     | フィリップ・ルメール         |              | 仁内達之   |

- テレビ版：初回放送 1969年8月8日 19:30 - 21:26 TBS『金曜ロードショー』
  - その他声の出演：池水通洋、曽我部和行、峰恵研、大宮悌二、村越伊知郎
- ソフト版：1984年にビクターエンタテインメントから発売されたVHSとVHD・2021年発売のBDに収録
  - その他声の出演：野沢雅子、青野武